# Mohamed Ahmed Alin
Mohamed Ahmed Alin (som. Maxamed Axmed Aliin, arab. محمد أحمد علين ur. 20 października 1951 w Mogadiszu, zm. 31 października 2023) – somalijski polityk. Prezydent Galmudugu – samozwańczej republiki autonomicznej w Somalii od 2009 do 14 sierpnia 2012.